# 튜터
튜터(tutor)는 한 명 이상에게 특정한 분야나 기술에 관해 보조나 지도를 제공하는 사람이다. 튜터는 하루, 매주, 매월을 기준으로 삼아 제자에게 주제나 기술에 관한 전문 지식을 전수하는데 수시간을 보낸다. 튜터링은 여러 상황에서 있을 수 있다.
유의어로는 가정교사, 개인 지도 교사, 지도 교사, 지도 교수, 강사, 과외 교사 등이 있다.

## 같이 보기
- 러닝 바이 티칭
- 멘토링
- 교사
- 강좌